# Annozero
(frasi con cui Michele Santoro apriva il programma)
Annozero è stato un programma televisivo di approfondimento politico di Rai 2 condotto in prima serata da Michele Santoro e trasmesso dal 14 settembre 2006 al 28 giugno 2011.
È stato il primo programma che la Rai ha affidato a Santoro dopo la sospensione del programma Sciuscià nel 2002 a seguito delle dichiarazioni di Silvio Berlusconi del 18 aprile di quell'anno (il cosiddetto "editto bulgaro"), che hanno di fatto segnato per alcuni anni l'allontanamento del conduttore dalla televisione italiana. Secondo quanto dichiarato dallo stesso Santoro, Annozero non usufruiva del canone Rai ed era autofinanziato con gli spot pubblicitari.
La sigla della trasmissione televisiva è stata composta da Nicola Piovani.

## Edizioni

### Prima edizione (2006-2007)

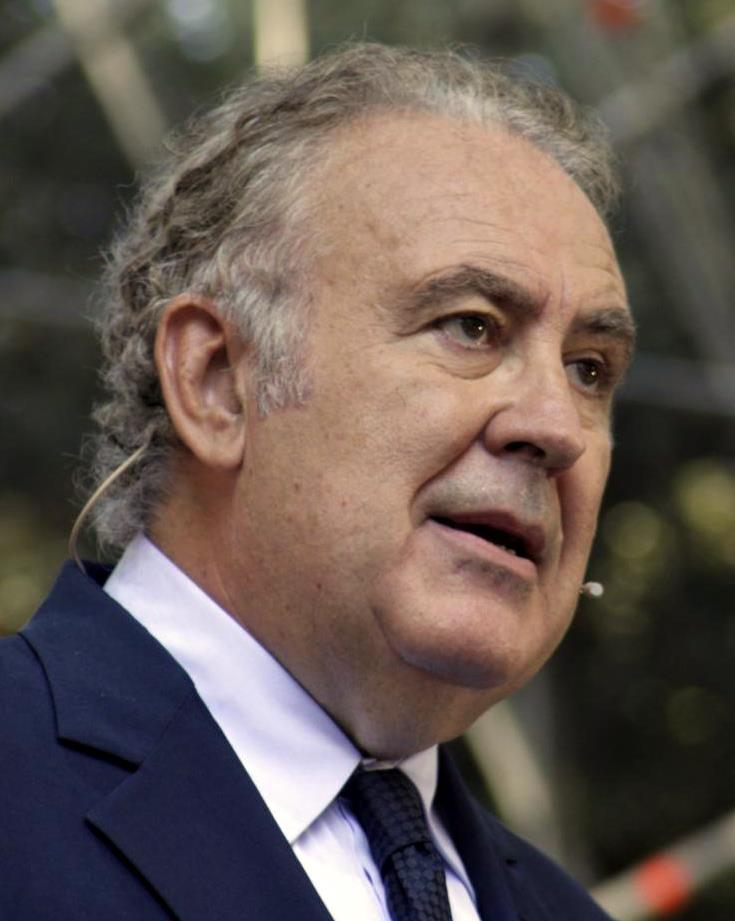
Michele Santoro è stato il conduttore del programma televisivo

La prima puntata di Annozero è andata in onda il 14 settembre 2006. Michele Santoro si presentò con un'inedita capigliatura rossiccia. Gli ospiti fissi della prima serie sono stati Vauro, Marco Travaglio, Beatrice Borromeo, Rula Jebreal e il collaboratore Sandro Ruotolo. Nella seconda parte del programma, andata in onda a partire dall'8 marzo 2007, lo studio è stato modificato e Rula Jebreal è uscita di scena.
1. 14/09/2006 – Milano e l'immigrazione
2. 21/09/2006 – 'O Sistema
3. 28/09/2006 –
4. 05/10/2006 – Il silenzio è mafia
5. 12/10/2006 – Bologna: il lavoro e i precari
6. 19/10/2006 – La Calabria e la 'Ndrangheta
7. 26/10/2006 – Vicenza: piove governo ladro
8. 09/11/2006 – Padova: figli del Dio maggiore
9. 16/11/2006 – Palermo: meglio dentro che fuori
10. 23/11/2006 – Napoli: delitto e perdono
11. 07/12/2006 – Roma: guerrieri della libertà
12. 08/03/2007 – Orgoglio e pregiudizio
13. 15/03/2007 – Vicenza, casalinghe alla riscossa
14. 29/03/2007 – Amore mio
15. 05/04/2007 – Chi decide per me?
16. 12/04/2007 – E io pago!
17. 19/04/2007 – Vado al minimo
18. 26/04/2007 – Patrioti
19. 03/05/2007 – Baroni si nasce
20. 10/05/2007 – Dio salvi la famiglia!
21. 17/05/2007 – La casa è un sogno
22. 24/05/2007 – Troppo buoni?!
23. 31/05/2007 – Non commettere atti impuri
24. 07/06/2007 – Chi è Al Capone (Telecom)
25. 14/06/2007 – Cavalli di razza
26. 21/06/2007 – Dimenticare il futuro

### Seconda edizione (2007-2008)
Il 20 settembre 2007 è partita la seconda edizione con una puntata dedicata a Beppe Grillo. Nel corso delle varie trasmissioni vengono talvolta trasmessi video con discorsi in pubblico del comico genovese. Beatrice Borromeo cura lo spazio Generazione Zero. Nel cast fisso del programma vi sono inoltre Marco Travaglio e Vauro.
1. 20/09/2007 – Tsunami
2. 27/09/2007 – Va' da' via el cu
3. 04/10/2007 – A ciascuno il suo
4. 11/10/2007 – Ordine!
5. 18/10/2007 – I Perdenti
6. 25/10/2007 – A viso aperto
7. 01/11/2007 – Profondo Rosso
8. 08/11/2007 – Il partigiano Biagi
9. 15/11/2007 – Attenti ai nostri
10. 22/11/2007 – Ieri, oggi. E domani?
11. 29/11/2007 – Che casino?
12. 06/12/2007 – Libera o occupata
13. 13/12/2007 – Un Paese senza
14. 20/12/2007 – I buoni e i cattivi
15. 24/01/2008 – Chi di Mastella ferisce...
16. 31/01/2008 – Questioni d'onore
17. 07/02/2008 – Ancora tu
18. 14/02/2008 – San Valentino da soli
19. 21/02/2008 – Tutta colpa dei Verdi
20. 28/02/2008 – Liste pulite
21. 06/03/2008 – Basta un poco di zucchero?
22. 13/03/2008 – Sprechi con le ali
23. 20/03/2008 – Nel nome della Madre
24. 27/03/2008 – Io voto casa
25. 31/03/2008 – Un Paese in bilico
26. 17/04/2008 – Una storia italiana
27. 24/04/2008 – Ritorno a Gomorra
28. 01/05/2008 – O bella ciao
29. 08/05/2008 – La peggio gioventù
30. 15/05/2008 – Se li conosci, li eviti?
31. 22/05/2008 – Un presidente spazzino
32. 30/05/2008 – Il divo e noi
33. 05/06/2008 – Prove d'orchestra

### Terza edizione (2008-2009)
Il 25 settembre 2008 è iniziata la terza stagione, con la fiorettista triestina Margherita Granbassi che sostituisce Beatrice Borromeo, ma soprattutto con l'importante ingresso nella squadra dei giornalisti di Corrado Formigli, tornato a lavorare in Rai dopo alcuni anni passati a condurre ControCorrente, rubrica di attualità del canale satellitare Sky TG24.
1. 25/09/2008 – Il ritorno dei Caimani
2. 02/10/2008 – Italiani "brutta" gente
3. 09/10/2008 – I soldi sono nulla
4. 16/10/2008 – Chi perde paga
5. 23/10/2008 – Le mani sul futuro
6. 30/10/2008 – Io non ho paura - Ascolti: 4.983.000, share al 19,06%
7. 06/11/2008 – Domani - Ascolti: 4.238.000, share al 16,23%
8. 13/11/2008 – Fannullone a chi? - Ascolti: 4.421.000, share al 17,18%
9. 20/11/2008 – Il futuro che mi merito - Ascolti: 4.126.000, share al 15,79%
10. 27/11/2008 – Pane e ottimismo - Ascolti: 4.711.000, share al 17,60%
11. 04/12/2008 – L'isola di Obama - Ascolti: 4.631.000, share al 18,45%
12. 11/12/2008 – Aiuto, la crisi! - Ascolti: 3.818.000, share al 14,83%
13. 18/12/2008 – Questione morale - Ascolti: 4.299.000, share al 18,12%
14. 15/01/2009 – La guerra dei bambini - Ascolti: 3.137.000, share al 13,85%
15. 22/01/2009 – Giulietta chi è? - Ascolti: 3.618.000, share al 14,43%
16. 29/01/2009 – Io non ti salverò - Ascolti: 3.860.000, share al 15,22%
17. 05/02/2009 – Il silenzio degli innocenti - Ascolti: 4.075.000, share al 16,03%
18. 12/02/2009 – Eluana e Napoleone - Ascolti: 4.193.000, share al 16,14%
19. 26/02/2009 – Quando finirà? - Ascolti: 3.975.000, share al 15,76%
20. 05/03/2009 – Arrivano i mostri - Ascolti: 3.621.000, share al 14,21%
21. 12/03/2009 – Il partito che non c'è - Ascolti: 3.700.000, share al 15,14%
22. 19/03/2009 – Il rosso e il nero - Ascolti: 4.130.000, share al 17,69%
23. 26/03/2009 – Tutti a casa! - Ascolti: 3.957.000, share al 16,25%
24. 02/04/2009 – Lacrime e rabbia – Ascolti: 3.715.000, share al 14,15%
25. 09/04/2009 – Resurrezione – Ascolti: 4.204.000, share al 17,49%
26. 16/04/2009 – Caccia all'abusivo – Ascolti: 5.277.000, share al 20,84%
27. 23/04/2009 – Il Paese dei manganelli – Ascolti: 4.222.000, share al 16,95%
28. 30/04/2009 – È passata la bufera? – Ascolti: 3.362.000, share al 13,62%
29. 07/05/2009 – Il complotto – Ascolti: 4.838.000, share al 19,32%
30. 14/05/2009 – Mi gioco la Fiat – Ascolti: 3.656.000, share al 15,14%
31. 21/05/2009 – Lasciamolo lavorare? – Ascolti: 3.822.000, share al 16,18%
32. 25/05/2009 – I soldi son desideri – Ascolti: 2.798.000, share all'11,10%
33. 04/06/2009 – Corri bisonte corri (puntata speciale) – Ascolti: 3.793.000, share al 15,97%
34. 11/06/2009 – C'era una volta Enrico – Ascolti: 4.428.000, share al 20,83%

### Quarta edizione (2009-2010)
La quarta edizione è partita il 24 settembre 2009, con i contratti di Travaglio ed altri collaboratori non ancora siglati. 
In sostituzione di Margherita Granbassi, che ha lasciato il programma per proseguire la carriera sportiva, è in studio Giulia Innocenzi, candidata nel 2008 alla segreteria dei Giovani Democratici e membro della fondazione Luca Coscioni.
1. 24/09/2009 – Farabutti – Ascolti: 5.592.000, share al 22,87%[3]
2. 01/10/2009 – No Giampi no Party – Ascolti: 7.338.000, share al 28,92%[4]
3. 08/10/2009 – Verità nascoste – Ascolti: 5.844.000, share al 23,31%[5]
4. 15/10/2009 – Io sono l'eletto – Ascolti: 5.265.000, share al 21,33%[6]
5. 22/10/2009 – Il posto fesso – Ascolti: 4.799.000, share al 18,89%[7]
6. 29/10/2009 – Ricatti – Ascolti: 6.125.000, share al 24,53%[8]
7. 05/11/2009 – Profumo di mafia – Ascolti: 4.393.000, share al 17,70%[9]
8. 12/11/2009 – Fai la cosa giusta – Ascolti: 4.991.000, share al 19.60%[10]
9. 19/11/2009 – Complotti e Porcate – Ascolti: 4.085.000, share al 16,83%[11]
10. 26/11/2009 – L'Avaro – Ascolti: 4.624.000, share al 18,71%[12]
11. 03/12/2009 – Mister B. – Ascolti: 4.176.000, share al 17,08%[13]
12. 10/12/2009 – Minchiate! – Ascolti: 4.897.000, share al 20,77%[14]
13. 17/12/2009 – I Mandanti – Ascolti: 6.137.000, share al 24,80%[15]
14. 07/01/2010 – Che sarà? – Ascolti: 4.800.000, share al 19,51%[16]
15. 14/01/2010 – La spremuta – Ascolti: 5.061.000, share al 20,45%[17]
16. 21/01/2010 – B&B – Ascolti: 4.639.000, share al 19,40%[18]
17. 28/01/2010 – Carne da macello – Ascolti: 4.372.000, share al 16,93%[19]
18. 04/02/2010 – Legittimi impedimenti – Ascolti: 4.282.000, share al 17,42%[20]
19. 11/02/2010 – L'era glaciale – Ascolti: 4.721.000, share al 18.74%
20. 18/02/2010 – Gelatina – Ascolti: 3.878.000, share al 14.48%
21. 25/02/2010 – Proibito – Ascolti: 4.564.000, share al 19.22%
22. 01/04/2010 – Ha vinto lui? – Ascolti: 5.159.000, share al 21.88%
23. 08/04/2010 – Il profeta – Ascolti: 4.689.000, share al 19,21%
24. 15/04/2010 – La legge d'Er Più – Ascolti: 5.336.000, share al 21.24%
25. 22/04/2010 – Separati in casa – Ascolti: 5.844.000, share al 23,89% [21]
26. 29/04/2010 – Arrivano i nostri? – Ascolti: 4.720.000, share al 19.38%
27. 06/05/2010 – L'affare – Ascolti: 5.374.000, share al 21,78%
28. 13/05/2010 – Servizi segreti – Ascolti: 4.586.000, share al 18,88%
29. 20/05/2010 – Peccati e reati – Ascolti: 4.647.000, share al 19,56%
30. 27/05/2010 – Giustizia e libertà -Ascolti: 4.293.000, share al 18,66%
31. 03/06/2010 – L'ombrellone -Ascolti: 5.634.000, share al 24,76%
32. 09/06/2010 – Padania al verde -Ascolti: 3.812.000, share 17,27%

### Quinta edizione (2010-2011)
L'ultima edizione di Annozero è partita il 23 settembre 2010, dopo un'ondata di polemiche estive sulla sua messa in onda tra lo stesso Michele Santoro e l'allora direttore generale della Rai Mauro Masi per il rinnovo del contratto di Marco Travaglio. Dalla seconda puntata all'interno del programma ci sarà la nascita di Tg Zero condotto da Monica Giandotti. Il giorno 13 ottobre 2010 la Rai ha sospeso Santoro per 10 giorni a partire dal 18 ottobre 2010. La sospensione è stata poi annullata grazie al tempestivo intervento dell'allora presidente Rai Paolo Garimberti e alle e-mail di protesta degli spettatori. Dopo la puntata del 2 dicembre 2010 la Fiat farà causa alla trasmissione. Annozero si è concluso il 28 giugno 2011 con un reportage dedicato alla pesca.
1. 23/09/2010 - Scacco al premier Ascolti 4.874.000, share al 19,63%[23]
2. 30/09/2010 - Crisi di regime Ascolti 5.199.000, share al 20,73%
3. 07/10/2010 - Non solo odio Ascolti 5.346.000, share al 20,91%
4. 14/10/2010 - Scherzi a parte Ascolti 6.283.000, share al 23,47%[24]
5. 21/10/2010 - Il Sasso in Bocca Ascolti 6.199.000, share al 22,68%[25]
6. 28/10/2010 - Il miracolo no! Ascolti 5.558.000, share al 20.86%[26]
7. 04/11/2010 - L'amore ai tempi di B. Ascolti 5.633.000, share al 21,66%[27]
8. 11/11/2010 - Il Papa nero Ascolti 5.907.000, share al 22,48%
9. 18/11/2010 - Macerie Ascolti 5.245.000, share al 19,98%
10. 25/11/2010 - Onore e pregiudizio Ascolti 5.005.000, share al 19,19%
11. 02/12/2010 - Forse Italia Ascolti 5.129.000, share al 20,90%
12. 09/12/2010 - L'amico terrone Ascolti 4.828.000, share al 19,21%
13. 16/12/2010 - Vai avanti tu Ascolti 5.764.000, share al 23,58%
14. 13/01/2011 - Tutti uguali? Ascolti 4.225.000, share al 16,43%
15. 20/01/2011 - Il fidanzato d'Italia Ascolti 6.557.000, share al 24,68%
16. 27/01/2011 - Vincere! Ascolti 7.087.000, share al 25,72%
17. 03/02/2011 - Il re nudo Ascolti 5.643.000, share al 19,75%
18. 10/02/2011 - Via con te? Ascolti 6.017.000, share al 21,74%
19. 17/02/2011 - Resistere Ascolti 4.250.000, share al 14,13% (coincidenza con il festival di Sanremo)[28]
20. 24/02/2011 - Non disturbare Ascolti 5.626.000, share al 20,84%
21. 03/03/2011 - Resto, vado via Ascolti 5.677.000, share al 21,23%
22. 10/03/2011 - Rischi fatali Ascolti 5.180.000, share al 20,00%
23. 17/03/2011 - Il giorno prima Ascolti 5.082.000, share al 18,39%
24. 24/03/2011 - L'armata Brancaleone? Ascolti 5.124.000, share al 19,47%
25. 31/03/2011 - Fuori dalle balle Ascolti 5.446.000, share al 20.16%
26. 07/04/2011 - Innocenti evasioni Ascolti 5.292.000, share al 20.14%
27. 14/04/2011 - Perfida Europa Ascolti 5.140.000, share al 19.36%
28. 21/04/2011 - Chi le ha viste? Ascolti 4.739.000, share al 19.03%
29. 28/04/2011 - Lo scippo Ascolti 4.919.000, share al 18.27%
30. 05/05/2011 - Stiamo tutti bene Ascolti 5.130.000, share al 19.55%
31. 12/05/2011 - Miracolo a Milano? Ascolti 5.542.000, share al 21.23%
32. 19/05/2011 - Fosse che fosse... Ascolti 5.876.000, share al 22.29%
33. 26/05/2011 - E se domani Ascolti 5.916.000, share al 22.78%
34. 02/06/2011 - E io voto? Ascolti 5.773.000, share al 23.66%
35. 09/06/2011 - Annonuovo Ascolti 8.389.441, share al 32.29%
36. 28/06/2011 - L'assassinio del mare  Ascolti 2.727.000, share al 12,20% (*)

(*) NB - La puntata speciale dedicata alla pesca è un reportage commentato dallo stesso Michele Santoro che ha concluso le trasmissioni di Annozero su Raidue

## Ascolti
Il 7 giugno 2011 Michele Santoro ha pubblicato sul sito web di Annozero lo storico degli ascolti delle sue trasmissioni andate in onda su Rai 3 e su Rai 2.
I dati di ascolto relativi ad Annozero sono:
| Edizione | Inizio            | Fine           | Conduzione      | Telespettatori | Share  | Share del daytime di Rai 2 | Puntate |
| -------- | ----------------- | -------------- | --------------- | -------------- | ------ | -------------------------- | ------- |
| 1ª       | 14 settembre 2006 | 21 giugno 2007 | Michele Santoro | 3.202.000      | 13,46% | 10,87%                     | 26      |
| 2ª       | 20 settembre 2007 | 5 giugno 2008  | Michele Santoro | 3.733.939      | 15,20% | 10,34%                     | 33      |
| 3ª       | 25 settembre 2008 | 11 giugno 2009 | Michele Santoro | 4.196.194      | 16,89% | 10,10%                     | 34      |
| 4ª       | 24 settembre 2009 | 9 giugno 2010  | Michele Santoro | 4.993.727      | 20,35% | 9,45%                      | 32      |
| 5ª       | 23 settembre 2010 | 28 giugno 2011 | Michele Santoro | 5.773.128      | 20,71% | 8,88%                      | 36      |

## Raiperunanotte
Durante la campagna elettorale per le elezioni regionali 2010, a seguito di uno stop dei programmi televisivi di approfondimento giornalistico-politico (i cosiddetti talk show) deciso dal consiglio di amministrazione Rai e mantenuto nonostante la bocciatura del Tar, la trasmissione Annozero è stata sospesa congiuntamente a Ballarò, Porta a Porta e la neonata L'ultima parola. 
Santoro ha quindi organizzato per il 25 marzo una sorta di puntata speciale del programma, trasmessa in streaming su numerosi siti web e andata in onda su varie emittenti, locali, satellitari e digitali. Lo spettacolo, denominato "Raiperunanotte", oltre ad aver totalizzato un ascolto paragonabile a quello delle puntate più seguite di Annozero si è configurato come uno dei principali eventi nella storia del web italiano quanto a numero di accessi unici contemporanei.

## Generazione Zero
Generazione Zero era una sezione del programma dedicata alle interviste e ai racconti di "gente comune" invitata in studio. È stata curata inizialmente da Beatrice Borromeo, seguita poi da Margherita Granbassi e Monica Giandotti nella quarta edizione e da Giulia Innocenzi nella quinta e nella sesta.

## Chiusura del programma
Il 6 giugno 2011 viene annunciata la «risoluzione consensuale» del rapporto di lavoro tra Michele Santoro e la Rai ed è reso noto che Annozero non sarà presente nei palinsesti della Rai l'autunno successivo. Nella nota della Rai viene affermato che «Rai e Michele Santoro hanno inteso definire transattivamente il complesso contenzioso - da troppo tempo pendente - altrimenti demandato alla sede giudiziaria. Si è ritenuto infatti di far cessare gli effetti della sentenza del Tribunale di Roma, confermate in appello, in materia di modalità di impiego di Michele Santoro, recuperando così la piena reciproca autonomia decisionale». Il programma tornerà in onda per l'ultima volta il 28 giugno 2011 con una puntata speciale dedicata alla pesca.
In continuità di Annozero nacque pochi mesi dopo Servizio pubblico.

## Nella cultura di massa
- I gruppi musicali Pacefatta e Thunder hanno realizzato un brano musicale rap dedicato alla trasmissione, liberamente scaricabile.[40]
- Nel brano musicale di Caparezza dal titolo Sono il tuo sogno eretico, contenuto nell'album Il sogno eretico del 2011, viene fatto un riferimento al programma.

## Episodi rilevanti
- Nella puntata dell'8 marzo 2007 Clemente Mastella, invitato come ospite, abbandona la trasmissione dopo una battuta di Vauro che preludeva una vignetta, non vista da Mastella.
- Nella puntata del 15 gennaio 2009 Lucia Annunziata, invitata come ospite, abbandona la trasmissione dopo una discussione con il conduttore Michele Santoro.
- Nella puntata del 9 aprile 2009 è scoppiata una polemica su una vignetta di Vauro, che riguardava il terremoto dell'Aquila del 2009. Le polemiche sono andate avanti per giorni fino alla sospensione del vignettista dal programma. La sua sospensione ha originato diverse critiche, sia da parte di personaggi della società civile, come Sabina Guzzanti (che lo "processa" in una parodia durante la puntata del 16 aprile) e Beppe Grillo, sia da parte di esponenti politici, come Dario Franceschini (segretario nazionale del PD), Antonio Di Pietro (leader dell'IdV), Paolo Ferrero (segretario di Rifondazione Comunista), Oliviero Diliberto (segretario del Partito dei Comunisti Italiani). Vauro è stato reintegrato nella puntata del 23 aprile.
- Nel giugno 2009 Clemente Mimun, direttore del TG5, attacca frontalmente Santoro con un editoriale in prima serata[41]. Santoro aveva infatti detto la sera prima che il TG5 non aveva dato la notizia dell'intervento di Beppe Grillo in Senato. Mimun fa rivedere il servizio, a suo avviso, ineccepibile.[41] Ma alcune critiche sono rimaste, in quanto il servizio non riporterebbe invece con dovuta specificità la notizia in sé.[41] Tra l'altro, viene detto che l'intera commissione avrebbe querelato Grillo dopo il suo intervento, mentre i membri dell'Italia dei Valori non avevano seguito la linea comune di PD e PdL.[41]
- Nella puntata del 1º aprile 2010 Emilio Fede, invitato come ospite (in collegamento dallo studio del TG4), abbandona la trasmissione dopo una discussione con Giulia Innocenzi e Andrea Scanzi riguardo Beppe Grillo.
- Nella puntata del 20 gennaio 2011 Daniela Santanchè abbandona la trasmissione dopo una vignetta di Vauro raffigurante il Papa che critica Berlusconi dicendo che se era amante delle minorenni poteva sempre farsi prete.
- Nella puntata del 2 giugno 2011, in seguito a un'intervista esclusiva ad Adriano Celentano (di ritorno in video dopo diversi anni), c'è stato un breve scontro tra Santoro e Daniela Santanchè relativo ai gusti musicali della deputata di Forza Italia.[42]